# Velleia macrocalyx
Velleia macrocalyx är en tvåhjärtbladig växtart som beskrevs av De Vriese. Velleia macrocalyx ingår i släktet Velleia och familjen Goodeniaceae. Inga underarter finns listade i Catalogue of Life.